# 南充白塔
无量宝塔，又名白塔，是一座位於四川省南充市高坪区嘉陵江岸的鹤鸣山上，与南充市顺庆区隔江相望的仿木构楼阁式砖塔。建成年代有争议，可能為晚唐，五代或者两宋。1961年7月13日公佈為四川省第二批歷史及革命文物保護單位。1980年7月7日重新公佈為四川省第一批文物保護單位。2006年5月25日，由于该塔为“具有唐塔风格的五代至宋初砖构建筑，年代在四川宋塔中最早，体量较大，为四川宋代第一塔，是研究唐塔向宋代过渡的珍贵遗产”，被公佈為第六批全國重點文物保護單位。

## 建造年代
无量宝塔建造年代不详，至民国无年代记载，现代专家根据宝塔的建筑风格，结构和装饰手法，对宝塔的建造年代给出了晚唐至南宋的不同意见。
第一，建造于晚唐至五代：“从外观上看，该塔颇具唐塔风格；装饰细部上，腰檐载水平防线上内凹，呈现优美的曲线，塔平面四方，砖砌斗拱装饰硕大浑厚。据此判断南充白塔恐非北宋之塔，乃是早于宋代的唐或五代时期的她，南充白塔的内部结构特征，也印证了它是建造于唐宋交替时期的佛塔”。
第二，建造于北宋太祖建隆年间：根据塔东面第十级匾额上有“建隆万寿之塔”六字判定，民国时期《新编南充县志》予以确定。这是南充白塔断代的最主要观点。
第三，建造于南宋中后期，较有可能在南宋嘉定前后：“进而提炼南充白塔所反映的仿木构建筑形制特征，与该地区同期砖石塔上的仿木构建筑形制进行对比，可见其不对称性和装饰性均较强，结合交通路线及历史背景，推测该塔建造年代为南宋中后期，较有可能在南宋嘉定前后”。

## 外观
白塔现以条石砌成台基，台基原为须弥座，四周浮雕龙麟图案。台上塔身以青砖砌造，平面正方形，高13层，塔高39.56米。塔身四周全面裱糊灰白，砖砌仿木柱，斗拱，枋全部施以土黄色燃料，每级塔檐下挂铜钟。
塔刹为铁铸成的磨盘式铁件，外圆中空。
檐下每面砖砌四柱三间，第1层明间设券门，自西面入，其余三方实为龛，2~10层明间辟门，次间开窗，门窗作券形或圭角形，除与内室及走道相连者外，大多属装饰性质的小龛，全塔共有小龛共九十三个，门十道，窗九眼。
壁面以砖仿作柱枋斗栱，仿木构形制逼真、复杂，且富于变化。柱顶卷杀明显，3层以下阑额为圆木状，施四铺作单杪或单昂，昂面作琴面，昂底上卷，出批竹式或爵头式耍头。尤为特殊的是，仅第一层作普拍枋，上施驼峰以承补间铺作，驼峰雕饰略显繁复；3层以上阑额断面作矩形，其上斗栱及仿木构形制也逐层简略。阑额、普拍枋均不出头。

## 内部结构
关于南充白塔的内部结构有以下两种说法：一种是“塔内下四级有实心塔柱，塔柱与塔身之间环施砖阶，可盘旋而上。为了使塔内阳光充足、空气流通，便于人们登临，还分别在塔身有关部分砌了两个圆形和一个不规则的长方形小孔。四级以上用砖以“叠涩式”砌上顶端，可以攀附着叠涩砖阶爬上塔顶。”“塔内下四级有实心塔心室，设壁内折上式磴道，可盘旋而上，五级以上各级以砖叠涩挑出相连至顶，可沿阶而上。”
另一种是“塔内1~5级砌塔心柱除3级是实心塔柱外，另几级属塔心室塔柱。塔心室置券拱门，顶为四阿式藻井。沿塔心柱外壁廊道砖阶转折上登，可至5级。5级塔心室顶部到10级，中空，下大上小，为空筒式。10级顶至13级为实心”。

## 修缮
白塔有记载的修缮主要有四次：明崇祯十四年（1641年）重修塔基并加宽踏道；1981年对白塔基座进行维修，将塔基四角已风化损坏的浮雕龙麟图案换去；1995年维修塔身裂缝及塔顶；2010年拆除塔身现代化灯具。

## 图片集

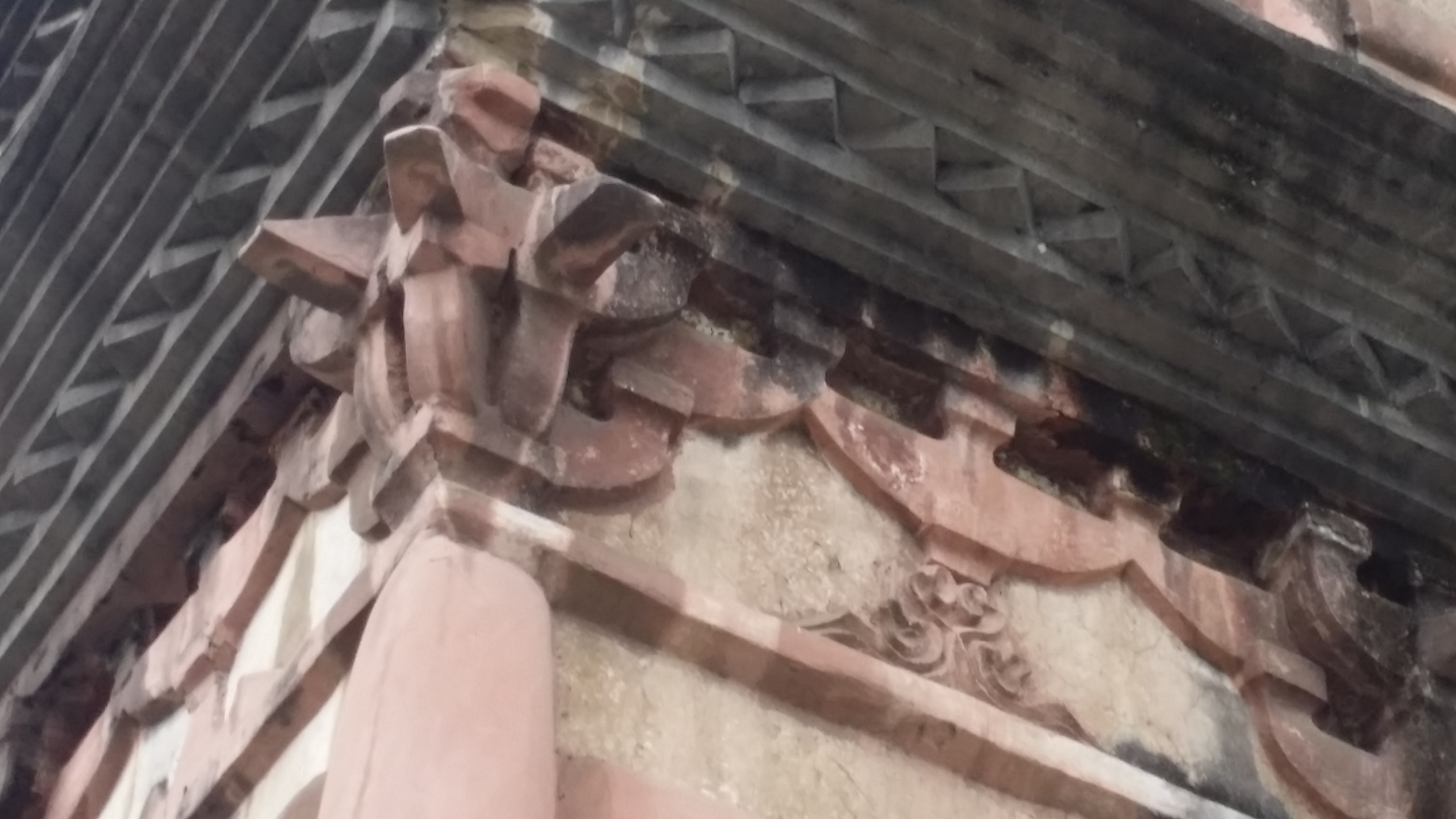
南充白塔柱，枋，斗拱细部
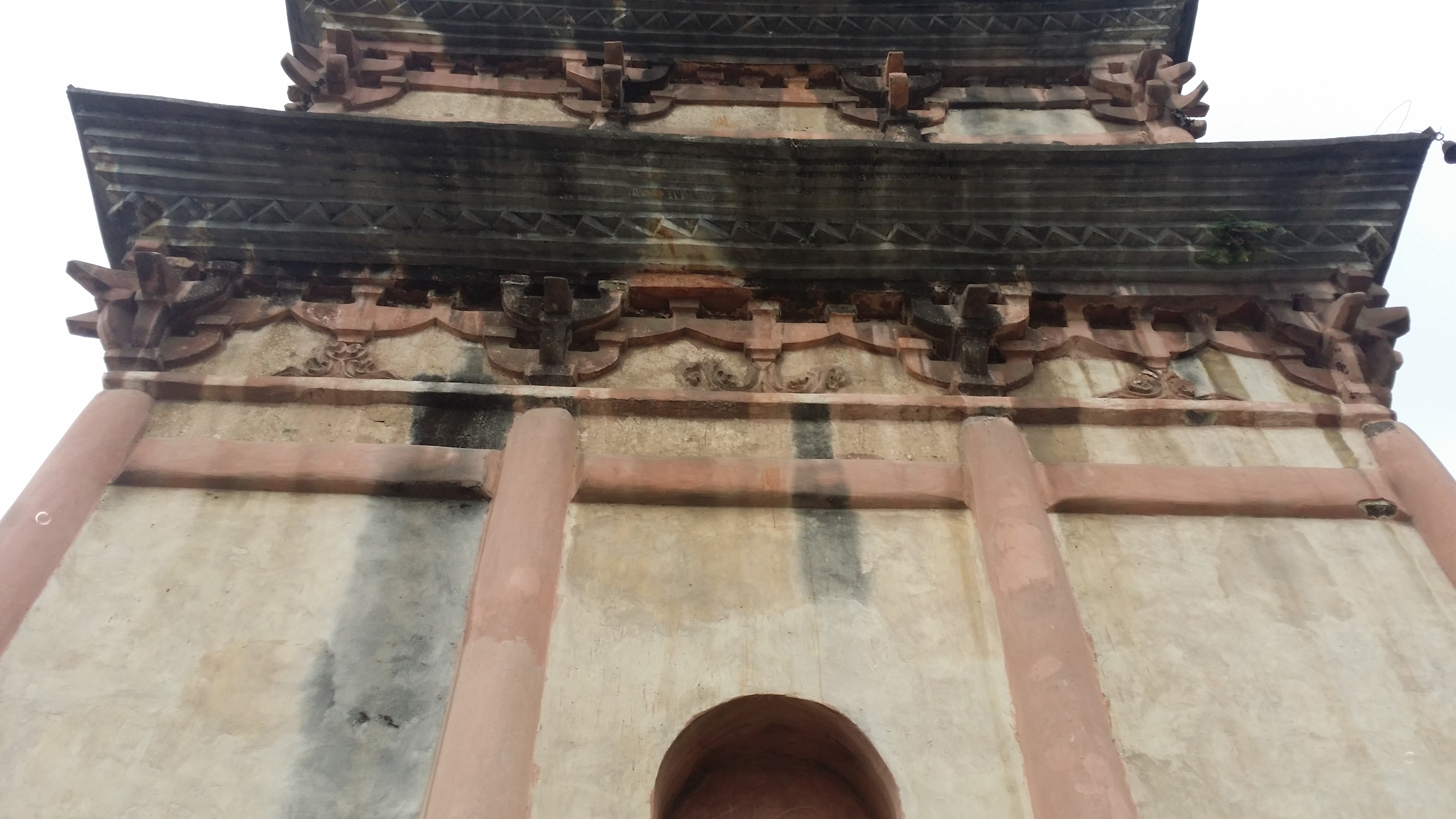
南充白塔第一层东面细部
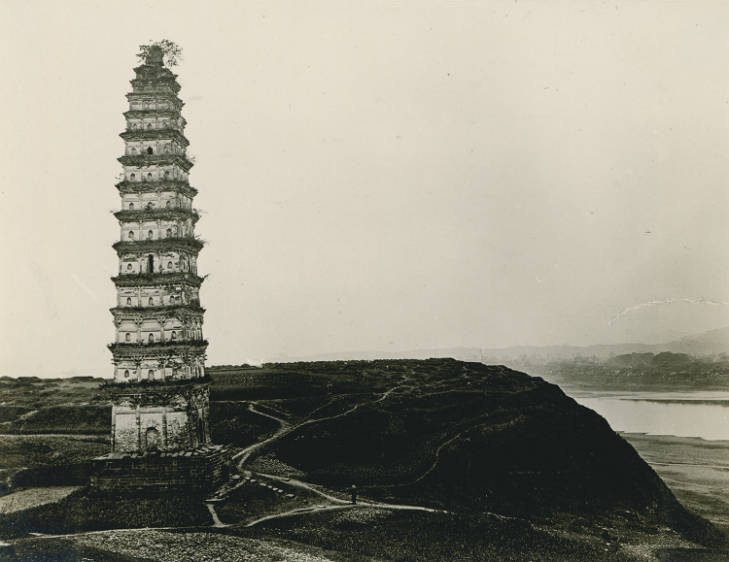
美国地理学家张柏林于1909年3月28日拍摄的照片